# Paphiopedilum exul
Paphiopedilum exul é uma espécie de orquídea terrestre, família Orchidaceae, que habita a Península da Tailândia.